# Lauli
Lauli – wieś w Estonii, w prowincji Virumaa Zachodnia, w gminie Vihula.